# 雅克-尼古拉·俾约-瓦伦
雅克-尼古拉·俾约-瓦伦（法語發音：[ʒak nikɔla bijo vaʁɛn]，1756年4月23日—1819年6月3日），法国大革命时期人物。他是恐怖统治时期的重要人物，在此期间其一路攀升，成为公共安全委员会中最激进的成员之一。